# 南京玄参
南京玄参（学名：Scrophularia nankinensis）为玄参科玄参属下的一个种。

## 扩展阅读
- 維基物種上的相關：南京玄参